# Olimpíada de xadrez de 1998
A Olimpíada de xadrez de 1998 foi a 33.ª edição da Olimpíada de Xadrez organizada pela FIDE, realizada em Elista entre os dias 26 de setembro e 13 de outubro de 1988. A Rússia (Peter Svidler, Evgeny Bareev, Sergei Rublevsky, Alexander Morozevich, Vadim Zviagintsev e Konstantin Sakaev) conquistou novamente a medalha de ouro, seguidos dos Estados Unidos (Alexander Yermolinsky, Alexander Shabalov, Yasser Seirawan, Boris Gulko, Nick De Firmian e Gregory Kaidanov) e Ucrânia(Vassily Ivanchuk, Alexander Onyschuk, Oleh Romanyshyn, Volodymyr Malaniuk, Stanyslav Savchenko e Ruslan Ponomariov). No feminino, a China (Xie Jun, Zhu Chen, Wang Pin e Wang Lei) foi vencedora seguida pela Rússia (Svetlana Matveeva, Ekaterina Kovalevskaya, Tatiana Shumiakina e Tatiana Stepovaya-Dianchenko) e Geórgia (Maia Chiburdanidze, Nana Ioseliani, Ketevan Arakhamia-Grant e Nino Khurtsidze).. Nesta competição ficou estabelecido o troféu Nona Gaprindashvili para a equipe de melhor performance combinada. Os vencedores foram a Rússia seguidos da China e Geórgia.

## Quadro de medalhas

### Masculino
| Tabuleiro   | Ouro                       | Prata                                  | Bronze                                                              |
| 1.º         | QAT Mohamad Al-Modiahki    | NAM Leonhard Müller                    | GEO Zurab Azmaiparashvili                                           |
| 2.º         | NGR Odion Aikhoje          | ARM Smbat Lputian                      | BLR Alexei Alexandrov ALB Erald Dervishi                            |
| 3.º         | CUB Reynaldo Vera González | GRE Efstratios Grivas GEO Zurab Sturua |                                                                     |
| 4.º         | YEM Hamaid Gadhi           | RUS Alexander Morozevich               | ANG Pedro Adérito                                                   |
| 1.º res     | SCO Andrew Muir            | KAZ Petr Kostenko                      | USA Nick De Firmian POL Marcin Kamiński ARG Alfredo Gustavo Giaccio |
| 2.º res     | ISR Boris Avrukh           | UKR Ruslan Ponomariov                  | SWE Tiger Hillarp Persson                                           |
| Performance | GEO Zurab Azmaiparashvili  | BUL Veselin Topalov                    | RUS Alexander Morozevich                                            |

### Feminino
| Tabuleiro   | Ouro                                          | Prata                            | Bronze                                                       |
| 1.º         | TKM Mekhri Ovezova                            | GEO Maia Chiburdanidze           | YUG Alisa Marić NED Peng Zhaoqin                             |
| 2.º         | IRQ Eman Hassane Al-Rufei                     | RUS Alexandra Kosteniuk          | RUS Ekaterina Kovalevskaya FIN Nina Koskela ENG Harriet Hunt |
| 3.º         | RUS Tatiana Shumiakina                        | ROM Elena-Luminiţa Cosma         | KAZ Tatyana Sergeeva                                         |
| res         | RUS Tatiana Stepovaya-Dianchenko CHN Wang Lei |                                  | UAE Alya Hussain                                             |
| Performance | CHN Wang Lei                                  | RUS Tatiana Stepovaya-Dianchenko | GEO Maia Chiburdanidze                                       |